# Hestiasula brunneriana
Hestiasula brunneriana is een insect uit de orde bidsprinkhanen (Mantodea) en het geslacht Hestiasula.

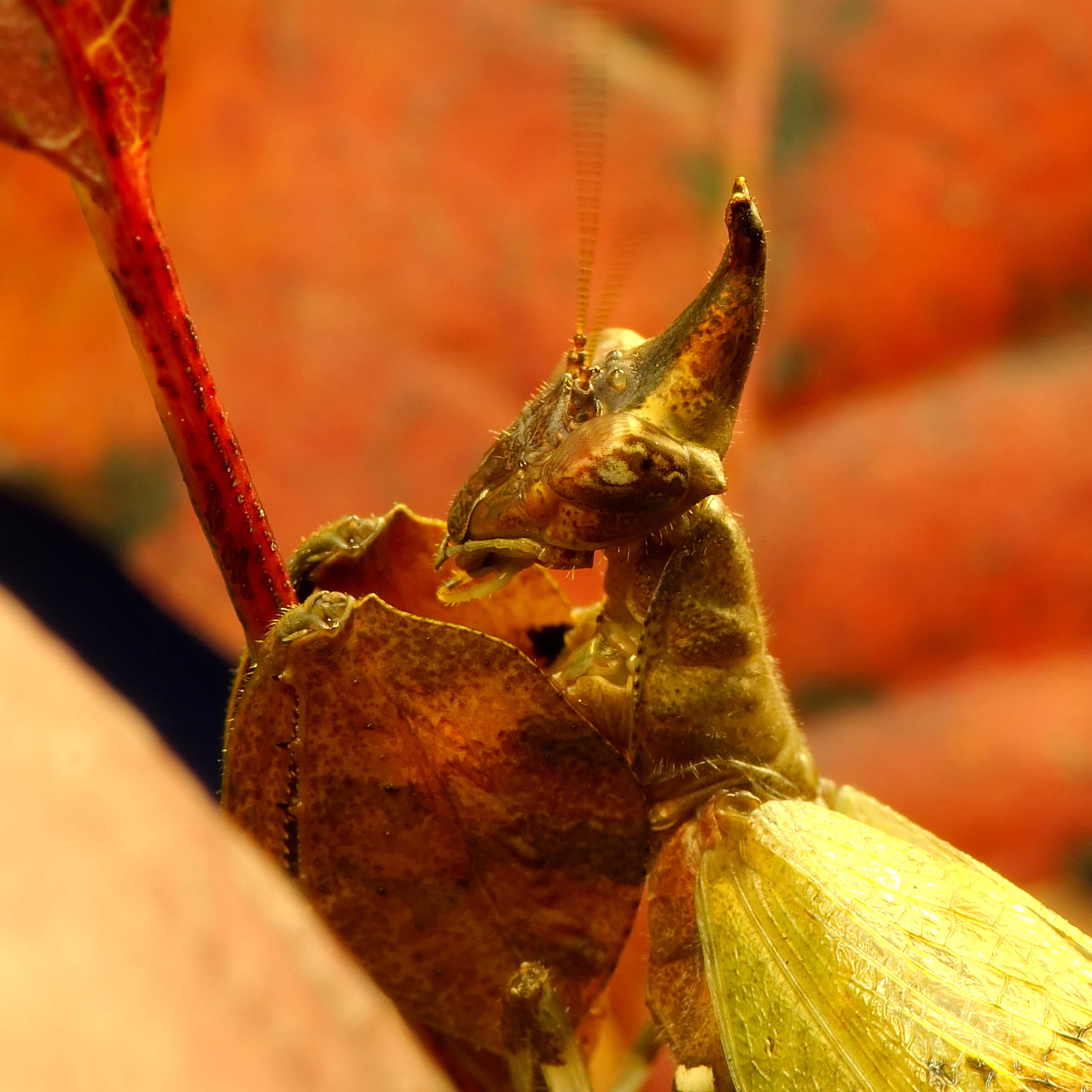
Hestiasula brunneriana